# ریچارد مارتین (بازیکن فوتبال، زاده ۱۹۶۲)
ریچارد مارتین (انگلیسی: Richard Martin؛ زادهٔ ۵ اکتبر ۱۹۶۲) بازیکن فوتبال اهل فرانسه است.